# Bourréac
Bourréac là một xã thuộc tỉnh Hautes-Pyrénées trong vùng Occitanie tây nam nước Pháp, gần thành phố Lourdes (4,5 km).
Năm 2008, dân số xã là 92 người.